# 24 Ore di Le Mans 2017
La 24 Ore di Le Mans 2017 è stata la 85ª maratona automobilistica che ha avuto luogo tra il 17 e il 18 giugno 2017 sul Circuit de la Sarthe di Le Mans, in Francia. È stato il terzo appuntamento del Campionato del mondo endurance 2017. Questa edizione ha segnato la storica tripletta della Porsche.
Kamui Kobayashi ha ottenuto la pole position sulla Toyota infrangendo il record sul giro dell'attuale configurazione del Circuit de la Sarthe ed è anche stato il giro con la media più alta di sempre a Le Mans.

## Cambi regolamentari
Il sistema delle "slow zone" usato a Le Mans è stato modificato con la creazione di nove "slow zone" lungo il circuito. Precedentemente per segnalare l'inizio e la fine delle "slow zone" erano utilizzati i singoli punti dove si trovano i giudici di gara. Le nuove zone sono state create per far sì che l'inizio della "slow zone" coincida con un tratto lento del circuito, infatti la velocità da mantenere è quella di 80 km/h (50 mph); in precedenza poteva verificarsi un frangente nel quale fosse richiesto alle vetture di rallentare per una "slow zone" in tratti molto veloci, con il rischio di incidenti.
La categoria LMP2 è stata rinnovata con l'introduzione di un motore unico Gibson più potente a confronto di quello utilizzato sulle LMP2 2016. Il cockpit e il telaio sono stati ridisegnati per assomigliare a quelli delle LMP1 consentendo così di rispettare norme di sicurezza più severe. I costruttori di telai autorizzati a correre a Le Mans sono Dallara, Ligier, Oreca e Riley.

## Partecipanti

### Inviti automatici
L'invito automatico viene ricevuto da quei team che hanno vinto la loro classe nelle precedenti edizioni della 24 Ore di Le Mans, o che hanno vinto l'European Le Mans Series, Asian Le Mans Series, e la Michelin GT3 Le Mans Cup. Anche il secondo classificato nell'European Le Mans Series LMGTE ottiene un invito alla competizione. Due partecipanti sono scelti, direttamente dall'ACO, dal WeatherTech SportsCar Championship per essere automaticamente inseriti nella lista dei partecipanti. I team invitati hanno la possibilità di modificare la macchina con cui partecipano, ma non hanno il permesso di modificare la classe in cui corrono. Gli invitati per le classi LMGTE dall'European e Asian Le Mans Series possono scegliere se partecipare nella categoria Am o Pro. Il campione dell'European Le Mans Series LMP3 deve occupare un sedile in LMP2 mentre il campione della Asian Le Mans Series LMP3 può scegliere tra le categorie LMP2 o LMGTE Am. Il vincitore della Michelin GT3 Le Mans Cup sono limitati nella scelta alla categoria LMGTE Am.
| Motivazione dell'invito                              | LMP1                 | LMP2                     | LMGTE Pro                  | LMGTE Am            |
| ---------------------------------------------------- | -------------------- | ------------------------ | -------------------------- | ------------------- |
| 1º nella 24 Ore di Le Mans 2016                      | Porsche Team         | Signatech-Alpine-Renault | Ford Chip Ganassi Team USA | Scuderia Corsa      |
| 1º nella European Le Mans Series 2016 (LMP2 e LMGTE) |                      | G-Drive Racing           | Aston Martin Racing        | Aston Martin Racing |
| 2º nella European Le Mans Series (LMGTE)             |                      | JMW Motorsport           | JMW Motorsport             |                     |
| 1º nella European Le Mans Series (LMP3)              | United Autosports    |                          |                            |                     |
| Campionato IMSA WeatherTech SportsCar 2016           | Keating Motorsport   | Scuderia Corsa           |                            |                     |
| 1º nella Asian Le Mans Series 2016–17 (LMP2 e GT)    | Algarve Pro Racing   | DH Racing                | DH Racing                  |                     |
| 1º nella Asian Le Mans Series (LMP3)                 | Tockwith Motorsports | - o -                    | Tockwith Motorsports       |                     |
| 1º nella Michelin GT3 Le Mans Cup                    |                      |                          | TF Sport                   |                     |

## Qualifiche

### Resoconto
La Toyota ha ottenuto la pole position e anche la seconda piazza, monopolizzando la prima fila. Durante questa fase hanno battuto più volte il record del circuito. Il giro compiuto in 3:14.791 da Kamui Kobayashi durante la seconda sessione di qualifiche è stato di quasi due secondi più veloce rispetto al record stabilito nel 2015 sul corrente layout della pista (13629 km) ed è stato registrato a una media di 251882 km/h battendo il record di Hans-Joachim Stuck risalente alle qualifiche del 1985. Le vetture Porsche hanno ottenuto il terzo e il quarto posto, ma bisogna segnalare che la vettura n. 1 si è arrestata sul circuito a causa di un surriscaldamento e non è riuscita a proseguire la sessione. La terza Toyota si è qualificata al quinto posto in tutte e tre le sessioni, mentre la ByKolles ENSO CLM ha ottenuto la sesta piazza.
Nella categoria LMP2, grazie alla notevole potenza delle nuove macchine, la pole position è stata di ben 11 secondi più veloce rispetto a quella dell'anno precedente. Alex Lynn ottiene il primo posto con un 3:25.352, dando alla G-Drive la terza pole position consecutiva nel WEC. La Manor n. 25 è staccata di 2 decimi di secondo, mentre la vettura n. 38 della DC Racing si posiziona a circa mezzo secondo. I prototipi con telaio Oreca, anche nella variante Alpine, ottengono i primi nove posti della griglia nella categoria LMP2, mentre la Dallara dell'SMP Racing è stato il più veloce degli altri telai ottenendo la decima posizione. Eurasia Motorsport è stata vittima dell'unico incidente nelle qualifiche quando Erik Maris ha colpito una barriera in uscita dalla prima chicane sul rettilineo Mulsanne causando lo stop della seconda sessione di qualifiche per mezz'ora.

### Risultati
La pole position di ogni classe è indicata in grassetto. Il giro più veloce di ogni equipaggio è indicato con lo sfondo grigio.
| Pos. | Classe    | No. | Team                       | Qualifica 1 | Qualifica 2 | Qualifica   | Gap     | Griglia |
| ---- | --------- | --- | -------------------------- | ----------- | ----------- | ----------- | ------- | ------- |
| 1    | LMP1      | 7   | Toyota Gazoo Racing        | 3:18.793    | 3:14.791    | 3:19.928    |         | 1       |
| 2    | LMP1      | 8   | Toyota Gazoo Racing        | 3:19.483    | No time     | 3:17.128    | +2.337  | 2       |
| 3    | LMP1      | 1   | Porsche LMP Team           | 3:21.165    | 3:17.259    | 3:18.210    | +2.468  | 3       |
| 4    | LMP1      | 2   | Porsche LMP Team           | 3:19.710    | 3:18.067    | 3:20.154    | +3.276  | 4       |
| 5    | LMP1      | 9   | Toyota Gazoo Racing        | 3:19.958    | 3:19.889    | 3:18.625    | +3.834  | 5       |
| 6    | LMP1      | 4   | ByKolles Racing Team       | 3:28.887    | 3:26.026    | 3:24.170    | +9.379  | 6       |
| 7    | LMP2      | 26  | G-Drive Racing             | 3:31.945    | 3:28.580    | 3:25.352    | +10.561 | 7       |
| 8    | LMP2      | 25  | CEFC Manor TRS Racing      | 3:30.502    | 3:25.549    | 3:26.521    | +10.758 | 8       |
| 9    | LMP2      | 38  | Jackie Chan DC Racing      | 3:31.024    | 3:26.776    | 3:25.911    | +11.120 | 9       |
| 10   | LMP2      | 31  | Vaillante Rebellion        | 3:29.851    | 3:27.564    | 3:26.736    | +11.945 | 10      |
| 11   | LMP2      | 13  | Vaillante Rebellion        | 3:31.636    | 3:27.071    | 3:26.811    | +12.020 | 11      |
| 12   | LMP2      | 24  | CEFC Manor TRS Racing      | 3:30.847    | 3:26.871    | 3:27.359    | +12.080 | 12      |
| 13   | LMP2      | 28  | TDS Racing                 | 3:29.333    | 3:31.085    | 3:27.108    | +12.317 | 13      |
| 14   | LMP2      | 35  | Signatech Alpine Matmut    | 3:31.439    | 3:29.328    | 3:27.517    | +12.726 | 14      |
| 15   | LMP2      | 37  | Jackie Chan DC Racing      | 3:41.393    | 3:28.432    | 3:27.535    | +12.744 | 15      |
| 16   | LMP2      | 27  | SMP Racing                 | 3:34.407    | 3:30.262    | 3:27.782    | +12.991 | 16      |
| 17   | LMP2      | 36  | Signatech Alpine Matmut    | 3:31.065    | 3:28.856    | 3:28.051    | +13.260 | 17      |
| 18   | LMP2      | 39  | Graff                      | 3:32.987    | 3:36.128    | 3:28.368    | +13.577 | 18      |
| 19   | LMP2      | 40  | Graff                      | 3:32.477    | 3:29.396    | 3:28.891    | +14.100 | 19      |
| 20   | LMP2      | 22  | G-Drive Racing             | 3:31.963    | 3:28.937    | 3:30.313    | +14.146 | 20      |
| 21   | LMP2      | 32  | United Autosports          | 3:34.166    | 3:30.693    | 3:29.151    | +14.360 | 21      |
| 22   | LMP2      | 21  | DragonSpeed - 10 Star      | 3:34.046    | 3:30.396    | 3:29.777    | +14.986 | 22      |
| 23   | LMP2      | 29  | Racing Team Nederland      | 3:33.796    | 3:31.766    | 3:29.976    | +15.185 | 23      |
| 24   | LMP2      | 47  | Cetilar Villorba Corse     | 3:34.846    | 3:30.014    | 3:33.412    | +15.223 | 24      |
| 25   | LMP2      | 45  | Algarve Pro Racing         | 3:37.814    | 3:30.164    | 3:32.425    | +15.373 | 25      |
| 26   | LMP2      | 23  | Panis Barthez Competition  | 3:35.559    | 3:31.346    | 3:32.888    | +16.555 | 26      |
| 27   | LMP2      | 34  | Tockwith Motorsports       | 3:41.628    | 3:33.739    | 3:32.536    | +17.745 | 27      |
| 28   | LMP2      | 49  | ARC Bratislava             | 3:37.226    | 3:33.921    | No time     | +19.130 | 28      |
| 29   | LMP2      | 17  | IDEC Sport Racing          | 3:40.162    | 3:36.362    | 3:36.230    | +21.439 | 29      |
| 30   | LMP2      | 43  | Keating Motorsport         | 3:40.813    | 3:37.350    | 3:37.007    | +22.216 | 30      |
| 31   | LMP2      | 33  | Eurasia Motorsport         | 3:42.660    | 3:42.916    | No time     | +27.869 | 31      |
| 32   | LMGTE Pro | 97  | Aston Martin Racing        | 3:53.296    | 3:51.860    | 3:50.837    | +36.046 | 32      |
| 33   | LMGTE Pro | 51  | AF Corse                   | 3:53.123    | 3:52.087    | 3:51.028    | +36.237 | 33      |
| 34   | LMGTE Pro | 95  | Aston Martin Racing        | 3:52.117    | 3:52.525    | 3:51.038    | +36.247 | 34      |
| 35   | LMGTE Pro | 71  | AF Corse                   | 3:52.235    | 3:52.903    | 3:51.086    | +36.295 | 35      |
| 36   | LMGTE Pro | 69  | Ford Chip Ganassi Team USA | 3:55.553    | 3:52.496    | 3:51.232    | +36.441 | 36      |
| 37   | LMGTE Pro | 63  | Corvette Racing - GM       | 3:54.847    | 3:52.886    | 3:51.484    | +36.693 | 37      |
| 38   | LMGTE Pro | 92  | Porsche GT Team            | 3:54.243    | 3:52.177    | 3:51.847    | +37.056 | 38      |
| 39   | LMGTE Pro | 66  | Ford Chip Ganassi Team UK  | 3:55.803    | 3:52.558    | 3:51.991    | +37.200 | 39      |
| 40   | LMGTE Pro | 67  | Ford Chip Ganassi Team UK  | 3:54.118    | 3:53.059    | 3:52.008    | +37.217 | 40      |
| 41   | LMGTE Pro | 64  | Corvette Racing - GM       | 3:54.876    | 3:52.391    | 3:52.017    | +37.226 | 41      |
| 42   | LMGTE Pro | 82  | Risi Competizione          | Senza tempo | 3:52.138    | 3:54.129    | +37.347 | 42      |
| 43   | LMGTE Pro | 68  | Ford Chip Ganassi Team USA | 3:55.059    | 3:52.626    | 3:52.178    | +37.387 | 43      |
| 44   | LMGTE Pro | 91  | Porsche GT Team            | 3:54.564    | 3:52.593    | 3:53.807    | +37.802 | 44      |
| 45   | LMGTE Am  | 50  | Larbre Compétition         | 3:56.259    | 3:54.559    | 3:52.843    | +38.052 | 45      |
| 46   | LMGTE Am  | 98  | Aston Martin Racing        | 3:55.134    | 3:54.456    | 3:53.233    | +38.442 | 46      |
| 47   | LMGTE Am  | 62  | Scuderia Corsa             | 3:57.267    | 3:54.576    | 3:53.312    | +38.521 | 47      |
| 48   | LMGTE Am  | 77  | Dempsey-Proton Racing      | 3:55.692    | 3:54.890    | 3:53.381    | +38.590 | 48      |
| 49   | LMGTE Am  | 55  | Spirit of Race             | 4:01.098    | 3:54.941    | 3:53.641    | +38.850 | 49      |
| 50   | LMGTE Am  | 84  | JMW Motorsport             | 3:56.890    | 3:53.981    | 3:53.977    | +39.186 | 50      |
| 51   | LMGTE Am  | 83  | DH Racing                  | 3:55.966    | 3:54.813    | 3:54.088    | +39.297 | 51      |
| 52   | LMGTE Am  | 90  | TF Sport                   | 3:55.953    | 3:54.319    | 3:54.551    | +39.528 | 52      |
| 53   | LMGTE Am  | 99  | Beechdean AMR              | 3:57.463    | 3:55.046    | 3:54.328    | +39.537 | 53      |
| 54   | LMGTE Am  | 93  | Proton Competition         | 3:58.196    | 3:54.621    | 3:59.046    | +39.830 | 54      |
| 55   | LMGTE Am  | 61  | Clearwater Racing          | 3:56.333    | 3:55.995    | 3:54.955    | +40.164 | 55      |
| 56   | LMGTE Am  | 60  | Clearwater Racing          | 3:57.321    | 4:02.436    | 3:54.994    | +40.203 | 56      |
| 57   | LMGTE Am  | 88  | Proton Competition         | 3:56.507    | 3:55.468    | 4:00.323    | +40.677 | 57      |
| 58   | LMGTE Am  | 54  | Spirit of Race             | 3:58.904    | 3:57.005    | 3:56.301    | +41.510 | 58      |
| 59   | LMGTE Am  | 86  | Gulf Racing UK             | 3:58.427    | Senza tempo | 3:56.469    | +41.678 | 59      |
| 60   | LMGTE Am  | 65  | Scuderia Corsa             | 3:58.249    | 3:59.842    | Senza tempo | +43.458 | 60      |

## Gara

### Risultati
I vincitori di ogni classe sono indicati in grassetto.
| Pos | Classe    | No | Team                       | Piloti                                                   | Telaio                        | Gomme | Giri |
| Pos | Classe    | No | Team                       | Piloti                                                   | Motore                        | Gomme | Giri |
| --- | --------- | -- | -------------------------- | -------------------------------------------------------- | ----------------------------- | ----- | ---- |
| 1   | LMP1      | 2  | Porsche LMP Team           | Timo Bernhard Brendon Hartley Earl Bamber                | Porsche 919 Hybrid            | M     | 367  |
| 1   | LMP1      | 2  | Porsche LMP Team           | Timo Bernhard Brendon Hartley Earl Bamber                | Porsche 2.0 L Turbo V4        | M     | 367  |
| 2   | LMP2      | 38 | Jackie Chan DC Racing      | Ho-Pin Tung Thomas Laurent Oliver Jarvis                 | Oreca 07                      | D     | 366  |
| 2   | LMP2      | 38 | Jackie Chan DC Racing      | Ho-Pin Tung Thomas Laurent Oliver Jarvis                 | Gibson GK428 4.2 L V8         | D     | 366  |
| 3   | LMP2      | 13 | Vaillante Rebellion        | Nelson Piquet Jr. Mathias Beche David Heinemeier Hansson | Oreca 07                      | D     | 364  |
| 3   | LMP2      | 13 | Vaillante Rebellion        | Nelson Piquet Jr. Mathias Beche David Heinemeier Hansson | Gibson GK428 4.2 L V8         | D     | 364  |
| 4   | LMP2      | 37 | Jackie Chan DC Racing      | David Cheng Tristan Gommendy Alex Brundle                | Oreca 07                      | D     | 363  |
| 4   | LMP2      | 37 | Jackie Chan DC Racing      | David Cheng Tristan Gommendy Alex Brundle                | Gibson GK428 4.2 L V8         | D     | 363  |
| 5   | LMP2      | 35 | Signatech Alpine Matmut    | Nelson Panciatici Pierre Ragues André Negrão             | Alpine A470                   | D     | 362  |
| 5   | LMP2      | 35 | Signatech Alpine Matmut    | Nelson Panciatici Pierre Ragues André Negrão             | Gibson GK428 4.2 L V8         | D     | 362  |
| 6   | LMP2      | 32 | United Autosports          | William Owen Hugo de Sadeleer Filipe Albuquerque         | Ligier JS P217                | D     | 362  |
| 6   | LMP2      | 32 | United Autosports          | William Owen Hugo de Sadeleer Filipe Albuquerque         | Gibson GK428 4.2 L V8         | D     | 362  |
| 7   | LMP2      | 40 | Graff                      | James Allen Richard Bradley Franck Matelli               | Oreca 07                      | D     | 361  |
| 7   | LMP2      | 40 | Graff                      | James Allen Richard Bradley Franck Matelli               | Gibson GK428 4.2 L V8         | D     | 361  |
| 8   | LMP2      | 24 | CEFC Manor TRS Racing      | Tor Graves Jonathan Hirschi Jean-Éric Vergne             | Oreca 07                      | D     | 360  |
| 8   | LMP2      | 24 | CEFC Manor TRS Racing      | Tor Graves Jonathan Hirschi Jean-Éric Vergne             | Gibson GK428 4.2 L V8         | D     | 360  |
| 9   | LMP1      | 8  | Toyota Gazoo Racing        | Sébastien Buemi Kazuki Nakajima Anthony Davidson         | Toyota TS050 Hybrid           | M     | 358  |
| 9   | LMP1      | 8  | Toyota Gazoo Racing        | Sébastien Buemi Kazuki Nakajima Anthony Davidson         | Toyota 2.4 L Turbo V6         | M     | 358  |
| 10  | LMP2      | 47 | Cetilar Villorba Corse     | Andrea Belicchi Roberto Lacorte Giorgio Sernagiotto      | Dallara P217                  | D     | 353  |
| 10  | LMP2      | 47 | Cetilar Villorba Corse     | Andrea Belicchi Roberto Lacorte Giorgio Sernagiotto      | Gibson GK428 4.2 L V8         | D     | 353  |
| 11  | LMP2      | 36 | Signatech Alpine Matmut    | Romain Dumas Gustavo Menezes Matt Rao                    | Alpine A470                   | D     | 351  |
| 11  | LMP2      | 36 | Signatech Alpine Matmut    | Romain Dumas Gustavo Menezes Matt Rao                    | Gibson GK428 4.2 L V8         | D     | 351  |
| 12  | LMP2      | 34 | Tockwith Motorsports       | Philip Hanson Nigel Moore Karun Chandhok                 | Ligier JS P217                | D     | 351  |
| 12  | LMP2      | 34 | Tockwith Motorsports       | Philip Hanson Nigel Moore Karun Chandhok                 | Gibson GK428 4.2 L V8         | D     | 351  |
| 13  | LMP2      | 17 | IDEC Sport Racing          | Patrice Lafargue Paul Lafargue David Zollinger           | Ligier JS P217                | M     | 344  |
| 13  | LMP2      | 17 | IDEC Sport Racing          | Patrice Lafargue Paul Lafargue David Zollinger           | Gibson GK428 4.2 L V8         | M     | 344  |
| 14  | LMP2      | 29 | Racing Team Nederland      | Rubens Barrichello Jan Lammers Frits van Eerd            | Dallara P217                  | D     | 344  |
| 14  | LMP2      | 29 | Racing Team Nederland      | Rubens Barrichello Jan Lammers Frits van Eerd            | Gibson GK428 4.2 L V8         | D     | 344  |
| 15  | LMP2      | 21 | DragonSpeed - 10 Star      | Henrik Hedman Felix Rosenqvist Ben Hanley                | Oreca 07                      | D     | 343  |
| 15  | LMP2      | 21 | DragonSpeed - 10 Star      | Henrik Hedman Felix Rosenqvist Ben Hanley                | Gibson GK428 4.2 L V8         | D     | 343  |
| 16  | LMP2      | 33 | Eurasia Motorsport         | Jacques Nicolet Pierre Nicolet Erik Maris                | Ligier JS P217                | D     | 341  |
| 16  | LMP2      | 33 | Eurasia Motorsport         | Jacques Nicolet Pierre Nicolet Erik Maris                | Gibson GK428 4.2 L V8         | D     | 341  |
| 17  | LMP2      | 31 | Vaillante Rebellion        | Bruno Senna Nicolas Prost Julien Canal                   | Oreca 07                      | D     | 340  |
| 17  | LMP2      | 31 | Vaillante Rebellion        | Bruno Senna Nicolas Prost Julien Canal                   | Gibson GK428 4.2 L V8         | D     | 340  |
| 18  | LMGTE Pro | 97 | Aston Martin Racing        | Darren Turner Jonathan Adam Daniel Serra                 | Aston Martin Vantage GTE      | D     | 340  |
| 18  | LMGTE Pro | 97 | Aston Martin Racing        | Darren Turner Jonathan Adam Daniel Serra                 | Aston Martin 4.5 L V8         | D     | 340  |
| 19  | LMGTE Pro | 67 | Ford Chip Ganassi Team UK  | Harry Tincknell Andy Priaulx Pipo Derani                 | Ford GT                       | M     | 340  |
| 19  | LMGTE Pro | 67 | Ford Chip Ganassi Team UK  | Harry Tincknell Andy Priaulx Pipo Derani                 | Ford EcoBoost 3.5 L Turbo V6  | M     | 340  |
| 20  | LMGTE Pro | 63 | Corvette Racing - GM       | Jan Magnussen Antonio García Jordan Taylor               | Chevrolet Corvette C7.R       | M     | 340  |
| 20  | LMGTE Pro | 63 | Corvette Racing - GM       | Jan Magnussen Antonio García Jordan Taylor               | Chevrolet 5.5 L V8            | M     | 340  |
| 21  | LMGTE Pro | 91 | Porsche GT Team            | Richard Lietz Frédéric Makowiecki Patrick Pilet          | Porsche 911 RSR               | M     | 339  |
| 21  | LMGTE Pro | 91 | Porsche GT Team            | Richard Lietz Frédéric Makowiecki Patrick Pilet          | Porsche 4.0 L Flat-6          | M     | 339  |
| 22  | LMGTE Pro | 71 | AF Corse                   | Davide Rigon Sam Bird Miguel Molina                      | Ferrari 488 GTE               | M     | 339  |
| 22  | LMGTE Pro | 71 | AF Corse                   | Davide Rigon Sam Bird Miguel Molina                      | Ferrari F154CB 3.9 L Turbo V8 | M     | 339  |
| 23  | LMGTE Pro | 68 | Ford Chip Ganassi Team USA | Joey Hand Tony Kanaan Dirk Müller                        | Ford GT                       | M     | 339  |
| 23  | LMGTE Pro | 68 | Ford Chip Ganassi Team USA | Joey Hand Tony Kanaan Dirk Müller                        | Ford EcoBoost 3.5 L Turbo V6  | M     | 339  |
| 24  | LMGTE Pro | 69 | Ford Chip Ganassi Team USA | Ryan Briscoe Scott Dixon Richard Westbrook               | Ford GT                       | M     | 337  |
| 24  | LMGTE Pro | 69 | Ford Chip Ganassi Team USA | Ryan Briscoe Scott Dixon Richard Westbrook               | Ford EcoBoost 3.5 L Turbo V6  | M     | 337  |
| 25  | LMGTE Pro | 64 | Corvette Racing - GM       | Oliver Gavin Tommy Milner Marcel Fässler                 | Chevrolet Corvette C7.R       | M     | 335  |
| 25  | LMGTE Pro | 64 | Corvette Racing - GM       | Oliver Gavin Tommy Milner Marcel Fässler                 | Chevrolet 5.5 L V8            | M     | 335  |
| 26  | LMGTE Pro | 95 | Aston Martin Racing        | Nicki Thiim Marco Sørensen Richie Stanaway               | Aston Martin Vantage GTE      | D     | 334  |
| 26  | LMGTE Pro | 95 | Aston Martin Racing        | Nicki Thiim Marco Sørensen Richie Stanaway               | Aston Martin 4.5 L V8         | D     | 334  |
| 27  | LMGTE Am  | 84 | JMW Motorsport             | Robert Smith Will Stevens Dries Vanthoor                 | Ferrari 488 GTE               | M     | 333  |
| 27  | LMGTE Am  | 84 | JMW Motorsport             | Robert Smith Will Stevens Dries Vanthoor                 | Ferrari F136GT 4.5 L V8       | M     | 333  |
| 28  | LMGTE Pro | 66 | Ford Chip Ganassi Team UK  | Stefan Mücke Olivier Pla Billy Johnson                   | Ford GT                       | M     | 332  |
| 28  | LMGTE Pro | 66 | Ford Chip Ganassi Team UK  | Stefan Mücke Olivier Pla Billy Johnson                   | Ford EcoBoost 3.5 L Turbo V6  | M     | 332  |
| 29  | LMGTE Am  | 55 | Spirit of Race             | Duncan Cameron Aaron Scott Marco Cioci                   | Ferrari 488 GTE               | M     | 331  |
| 29  | LMGTE Am  | 55 | Spirit of Race             | Duncan Cameron Aaron Scott Marco Cioci                   | Ferrari F154CB 3.9 L Turbo V8 | M     | 331  |
| 30  | LMGTE Am  | 62 | Scuderia Corsa             | Cooper MacNeil Bill Sweedler Townsend Bell               | Ferrari 488 GTE               | M     | 331  |
| 30  | LMGTE Am  | 62 | Scuderia Corsa             | Cooper MacNeil Bill Sweedler Townsend Bell               | Ferrari F154CB 3.9 L Turbo V8 | M     | 331  |
| 31  | LMGTE Am  | 99 | Beechdean AMR              | Andrew Howard Ross Gunn Oliver Bryant                    | Aston Martin Vantage GTE      | D     | 331  |
| 31  | LMGTE Am  | 99 | Beechdean AMR              | Andrew Howard Ross Gunn Oliver Bryant                    | Aston Martin 4.5 L V8         | D     | 331  |
| 32  | LMGTE Am  | 61 | Clearwater Racing          | Weng Sun Mok Keita Sawa Matt Griffin                     | Ferrari 488 GTE               | M     | 330  |
| 32  | LMGTE Am  | 61 | Clearwater Racing          | Weng Sun Mok Keita Sawa Matt Griffin                     | Ferrari F154CB 3.9 L Turbo V8 | M     | 330  |
| 33  | LMP2      | 45 | Algarve Pro Racing         | Mark Patterson Matt McMurry Vincent Capillaire           | Ligier JS P217                | D     | 330  |
| 33  | LMP2      | 45 | Algarve Pro Racing         | Mark Patterson Matt McMurry Vincent Capillaire           | Gibson GK428 4.2 L V8         | D     | 330  |
| 34  | LMP2      | 27 | SMP Racing                 | Mikhail Aleshin Sergej Sirotkin Viktor Shaitar           | Dallara P217                  | D     | 330  |
| 34  | LMP2      | 27 | SMP Racing                 | Mikhail Aleshin Sergej Sirotkin Viktor Shaitar           | Gibson GK428 4.2 L V8         | D     | 330  |
| 35  | LMGTE Am  | 77 | Dempsey-Proton Racing      | Christian Ried Marvin Dienst Matteo Cairoli              | Porsche 911 RSR               | D     | 329  |
| 35  | LMGTE Am  | 77 | Dempsey-Proton Racing      | Christian Ried Marvin Dienst Matteo Cairoli              | Porsche 4.0 L Flat-6          | D     | 329  |
| 36  | LMGTE Am  | 90 | TF Sport                   | Salih Yoluc Euan Hankey Rob Bell                         | Aston Martin Vantage GTE      | D     | 329  |
| 36  | LMGTE Am  | 90 | TF Sport                   | Salih Yoluc Euan Hankey Rob Bell                         | Aston Martin 4.5 L V8         | D     | 329  |
| 37  | LMGTE Am  | 98 | Aston Martin Racing        | Paul Dalla Lana Mathias Lauda Pedro Lamy                 | Aston Martin Vantage GTE      | D     | 329  |
| 37  | LMGTE Am  | 98 | Aston Martin Racing        | Paul Dalla Lana Mathias Lauda Pedro Lamy                 | Aston Martin 4.5 L V8         | D     | 329  |
| 38  | LMGTE Am  | 93 | Proton Competition         | Patrick Long Mike Hedlund Abdulaziz Al Faisal            | Porsche 911 RSR               | D     | 329  |
| 38  | LMGTE Am  | 93 | Proton Competition         | Patrick Long Mike Hedlund Abdulaziz Al Faisal            | Porsche 4.0 L Flat-6          | D     | 329  |
| 39  | LMGTE Am  | 86 | Gulf Racing UK             | Michael Wainwright Ben Barker Nick Foster                | Porsche 911 RSR               | D     | 328  |
| 39  | LMGTE Am  | 86 | Gulf Racing UK             | Michael Wainwright Ben Barker Nick Foster                | Porsche 4.0 L Flat-6          | D     | 328  |
| 40  | LMP2      | 22 | G-Drive Racing             | Memo Rojas Ryō Hirakawa José Gutiérrez                   | Oreca 07                      | D     | 327  |
| 40  | LMP2      | 22 | G-Drive Racing             | Memo Rojas Ryō Hirakawa José Gutiérrez                   | Gibson GK428 4.2 L V8         | D     | 327  |
| 41  | LMGTE Am  | 60 | Clearwater Racing          | Richard Wee Álvaro Parente Hiroki Katoh                  | Ferrari 488 GTE               | M     | 327  |
| 41  | LMGTE Am  | 60 | Clearwater Racing          | Richard Wee Álvaro Parente Hiroki Katoh                  | Ferrari F154CB 3.9 L Turbo V8 | M     | 327  |
| 42  | LMGTE Am  | 54 | Spirit of Race             | Thomas Flohr Francesco Castellacci Olivier Beretta       | Ferrari 488 GTE               | M     | 326  |
| 42  | LMGTE Am  | 54 | Spirit of Race             | Thomas Flohr Francesco Castellacci Olivier Beretta       | Ferrari F154CB 3.9 L Turbo V8 | M     | 326  |
| 43  | LMGTE Am  | 83 | DH Racing                  | Tracy Krohn Niclas Jönsson Andrea Bertolini              | Ferrari 488 GTE               | M     | 320  |
| 43  | LMGTE Am  | 83 | DH Racing                  | Tracy Krohn Niclas Jönsson Andrea Bertolini              | Ferrari F154CB 3.9 L Turbo V8 | M     | 320  |
| 44  | LMP2      | 39 | Graff                      | Eric Trouillet Enzo Guibbert James Winslow               | Oreca 07                      | D     | 318  |
| 44  | LMP2      | 39 | Graff                      | Eric Trouillet Enzo Guibbert James Winslow               | Gibson GK428 4.2 L V8         | D     | 318  |
| 45  | LMGTE Am  | 65 | Scuderia Corsa             | Christina Nielsen Alessandro Balzan Bret Curtis          | Ferrari 488 GTE               | M     | 314  |
| 45  | LMGTE Am  | 65 | Scuderia Corsa             | Christina Nielsen Alessandro Balzan Bret Curtis          | Ferrari F154CB 3.9 L Turbo V8 | M     | 314  |
| 46  | LMP2      | 49 | ARC Bratislava             | Miroslav Konôpka Konstantīns Calko Rik Breukers          | Ligier JS P217                | M     | 314  |
| 46  | LMP2      | 49 | ARC Bratislava             | Miroslav Konôpka Konstantīns Calko Rik Breukers          | Gibson GK428 4.2 L V8         | M     | 314  |
| 47  | LMGTE Pro | 51 | AF Corse                   | James Calado Alessandro Pier Guidi Michele Rugolo        | Ferrari 488 GTE               | M     | 312  |
| 47  | LMGTE Pro | 51 | AF Corse                   | James Calado Alessandro Pier Guidi Michele Rugolo        | Ferrari F154CB 3.9 L Turbo V8 | M     | 312  |
| 48  | LMP2      | 43 | Keating Motorsport         | Ben Keating Ricky Taylor Jeroen Bleekemolen              | Riley Mk. 30                  | M     | 312  |
| 48  | LMP2      | 43 | Keating Motorsport         | Ben Keating Ricky Taylor Jeroen Bleekemolen              | Gibson GK428 4.2 L V8         | M     | 312  |
| 49  | LMGTE Am  | 50 | Larbre Compétition         | Romain Brandela Christian Philippon Fernando Rees        | Chevrolet Corvette C7.R       | M     | 309  |
| 49  | LMGTE Am  | 50 | Larbre Compétition         | Romain Brandela Christian Philippon Fernando Rees        | Chevrolet 5.5 L V8            | M     | 309  |
| DNF | LMP1      | 1  | Porsche LMP Team           | Neel Jani Nick Tandy André Lotterer                      | Porsche 919 Hybrid            | M     | 318  |
| DNF | LMP1      | 1  | Porsche LMP Team           | Neel Jani Nick Tandy André Lotterer                      | Porsche 2.0 L Turbo V4        | M     | 318  |
| DNF | LMP2      | 23 | Panis Barthez Competition  | Fabien Barthez Timothé Buret Nathanaël Berthon           | Ligier JS P217                | M     | 296  |
| DNF | LMP2      | 23 | Panis Barthez Competition  | Fabien Barthez Timothé Buret Nathanaël Berthon           | Gibson GK428 4.2 L V8         | M     | 296  |
| DNF | LMP2      | 28 | TDS Racing                 | François Perrodo Emmanuel Collard Matthieu Vaxivière     | Oreca 07                      | D     | 213  |
| DNF | LMP2      | 28 | TDS Racing                 | François Perrodo Emmanuel Collard Matthieu Vaxivière     | Gibson GK428 4.2 L V8         | D     | 213  |
| DNF | LMGTE Pro | 92 | Porsche GT Team            | Michael Christensen Kévin Estre Dirk Werner              | Porsche 911 RSR               | M     | 179  |
| DNF | LMGTE Pro | 92 | Porsche GT Team            | Michael Christensen Kévin Estre Dirk Werner              | Porsche 4.0 L Flat-6          | M     | 179  |
| DNF | LMP1      | 9  | Toyota Gazoo Racing        | José María López Nicolas Lapierre Yuji Kunimoto          | Toyota TS050 Hybrid           | M     | 160  |
| DNF | LMP1      | 9  | Toyota Gazoo Racing        | José María López Nicolas Lapierre Yuji Kunimoto          | Toyota 2.4 L Turbo V6         | M     | 160  |
| DNF | LMP1      | 7  | Toyota Gazoo Racing        | Mike Conway Kamui Kobayashi Stéphane Sarrazin            | Toyota TS050 Hybrid           | M     | 154  |
| DNF | LMP1      | 7  | Toyota Gazoo Racing        | Mike Conway Kamui Kobayashi Stéphane Sarrazin            | Toyota 2.4 L Turbo V6         | M     | 154  |
| DNF | LMP2      | 25 | CEFC Manor TRS Racing      | Roberto González Simon Trummer Vitaly Petrov             | Oreca 07                      | D     | 152  |
| DNF | LMP2      | 25 | CEFC Manor TRS Racing      | Roberto González Simon Trummer Vitaly Petrov             | Gibson GK428 4.2 L V8         | D     | 152  |
| DNF | LMGTE Pro | 82 | Risi Competizione          | Toni Vilander Giancarlo Fisichella Pierre Kaffer         | Ferrari 488 GTE               | M     | 72   |
| DNF | LMGTE Pro | 82 | Risi Competizione          | Toni Vilander Giancarlo Fisichella Pierre Kaffer         | Ferrari F154CB 3.9 L Turbo V8 | M     | 72   |
| DNF | LMP2      | 26 | G-Drive Racing             | Roman Rusinov Pierre Thiriet Alex Lynn                   | Oreca 07                      | D     | 20   |
| DNF | LMP2      | 26 | G-Drive Racing             | Roman Rusinov Pierre Thiriet Alex Lynn                   | Gibson GK428 4.2 L V8         | D     | 20   |
| DNF | LMGTE Am  | 88 | Proton Competition         | Klaus Bachler Stéphane Lémeret Khalid Al Qubaisi         | Porsche 911 RSR               | D     | 18   |
| DNF | LMGTE Am  | 88 | Proton Competition         | Klaus Bachler Stéphane Lémeret Khalid Al Qubaisi         | Porsche 4.0 L Flat-6          | D     | 18   |
| DNF | LMP1      | 4  | ByKolles Racing Team       | Dominik Kraihamer Oliver Webb Marco Bonanomi             | ENSO CLM P01/01               | M     | 7    |
| DNF | LMP1      | 4  | ByKolles Racing Team       | Dominik Kraihamer Oliver Webb Marco Bonanomi             | Nismo VRX30A 3.0 L Turbo V6   | M     | 7    |

DNF = Did Not Finished
Fornitori di gomme: M = Michelin D = Dunlop